# Thượng Trạch
Thượng Trạch là một xã thuộc huyện Bố Trạch, tỉnh Quảng Bình, Việt Nam.

## Địa lý
Xã Thượng Trạch có vị trí địa lý:
- Phía đông giáp các xã Phúc Trạch, Tân Trạch và thị trấn Phong Nha
- Phía tây giáp Lào
- Phía nam giáp huyện Quảng Ninh
- Phía bắc giáp xã Xuân Trạch
- Phía tây bắc giáp huyện Minh Hóa.

Xã Thượng Trạch có diện tích 725,72 km², dân số năm 2019 là 2.911 người, mật độ dân số đạt 4 người/km². Xã có trên 90% là cộng đồng người Ma Coong sinh sống.

## Hành chính
Xã Thượng Trạch được chia thành 18 thôn: 51, 61, A Ki, Ban, Bụt, Chăm Pu, Cờ Đỏ, Côn Roàng, Coóc, Cu Tồn, Kà Roòng 1, Kà Roòng 2, Khe Rung, Nông Cũ, Nông Mới, Nựu, Tuộc, Tvoi.